# 9761 Krautter
9761 Krautter eller 1991 RR4 är en asteroid i huvudbältet som upptäcktes den 13 september 1991 av de båda tyska astronomen Freimut Börngen och Lutz D. Schmadel vid Tautenburg-observatoriet. Den är uppkallad efter Joachim Krautter.
Asteroiden har en diameter på ungefär 3 kilometer.